# Wandzin (powiat lubartowski)
Wandzin – wieś w Polsce położona w województwie lubelskim, w powiecie lubartowskim, w gminie Lubartów. Leży w otulinie Kozłowieckiego Parku Krajobrazowego.
| SIMC    | Nazwa    | Rodzaj    |
| ------- | -------- | --------- |
| 0993870 | Babiwoda | część wsi |

W latach 1975–1998 miejscowość należała administracyjnie do województwa lubelskiego.
Wieś stanowi sołectwo gminy Lubartów. Według Narodowego Spisu Powszechnego (III 2011 r.) wieś liczyła 358 mieszkańców.
Wieś jest otoczona licznymi ścieżkami rowerowymi o charakterze dydaktycznym. Mieszkańcy są głównie w wieku produkcyjnym. Na terenie wsi znajdują się liczne domki letniskowe, szkoła podstawowa i dawny sklep gs. Do wsi doprowadzono wodociąg i kanalizację.
Miejscowość znana z produkcji palm wielkanocnych. Jej nazwa wywodzi się od Wandy Pieniężnej.
Wierni Kościoła rzymskokatolickiego należą do parafii Miłosierdzia Bożego w Łucce.